# Metrostation Puhŭng

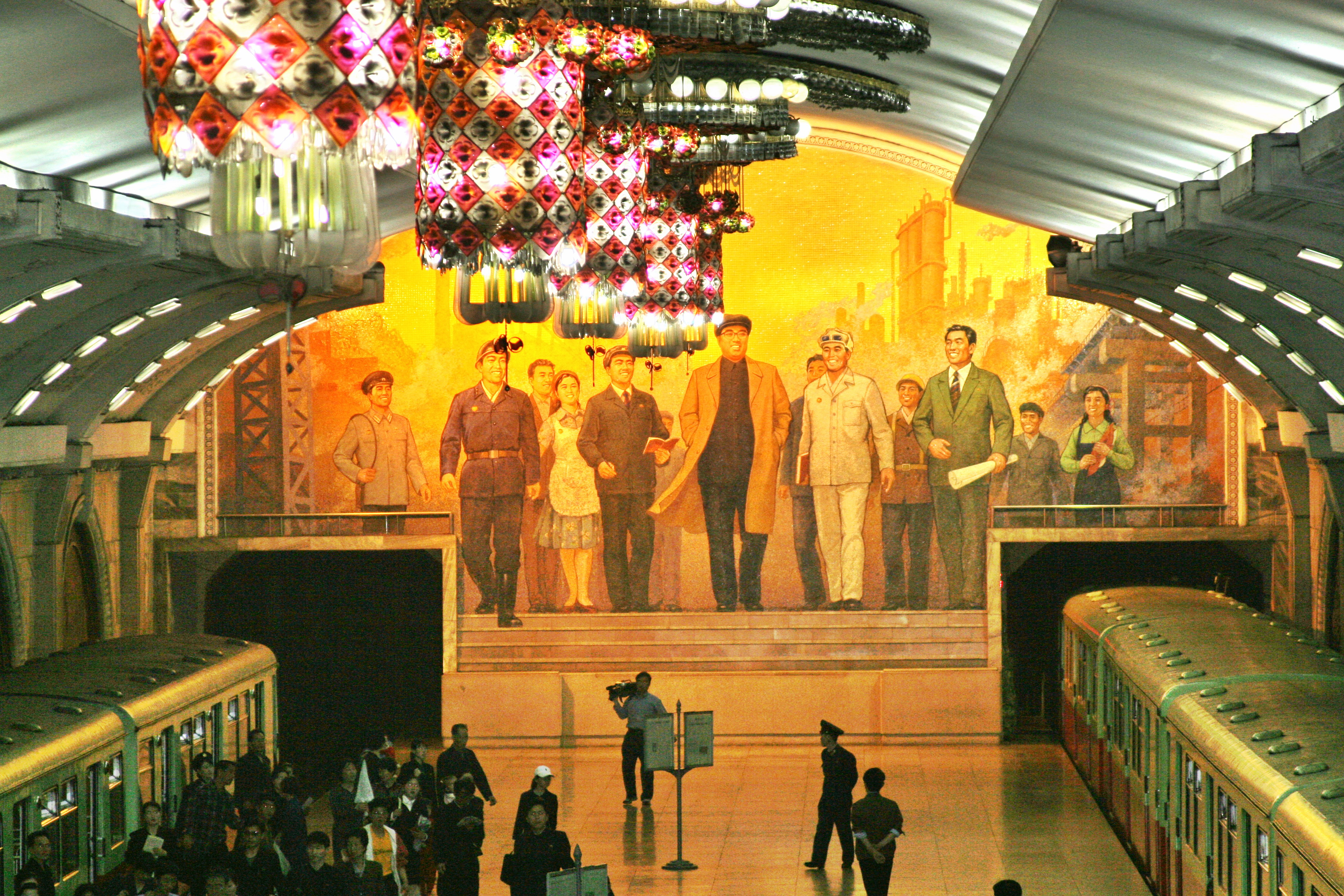
Metrostation Puhŭng mit dem Wandmosaik „Der Große Führer Kim Il-sung unter Arbeitern“

Die Metrostation Puhŭng (부흥역/復興驛 = Wiederaufleben) ist eine U-Bahn-Station auf der Chŏllima-Linie der Metro Pjöngjang, der Hauptstadt Nordkoreas. Die Station wurde 1987 erbaut und ist häufiger Startpunkt der touristischen U-Bahn-Fahrten für ausländische Besucher.

## Kunst und Propaganda
Die künstlerische Ausgestaltung des Bahnhofs behandelt das Thema Arbeit in Nordkorea. Auf verschiedenen Reliefs und Wandmosaiken werden eine florierende Industrie und Landwirtschaft zu Ehren der Politik der Partei der Arbeit Koreas dargestellt.
Am Kopfende des Bahnsteigs befindet sich das zentrale Wandbild mit dem Titel „Der Große Führer Kim Il-sung unter Arbeitern“. Es ist 15,8 Meter lang und 9,25 Meter hoch. Hinter den Gleisen befinden sich zwei weitere Mosaike mit jeweils 24 Metern Länge und vier Metern Höhe. Sie tragen die Titel „Ein Morgen der Innovationen“ und „Lied einer Rekordernte“.